# アリシア・ギブソン
アリシア・ギブソン（Althea Gibson, 1927年8月25日 - 2003年9月28日）は、アメリカ・サウスカロライナ州出身の女子テニス選手。黒人テニス選手の草分けとして、主に1950年代に活躍し、4大大会女子シングルスに通算「5勝」を挙げた名選手である。人種差別との厳しい闘いの中で、ギブソンは黒人女子スポーツ選手の開拓者として道を切り開いた。

## 来歴
ギブソンは貧しい家庭に生まれ、ニューヨーク・マンハッタンのスラム街・ハーレムで育った。そこで黒人医師のロバート・ウォルター・ジョンソン（1899年 - 1971年）と出会い、テニスを始める。ジョンソンは黒人テニス選手の育成に尽力していた人で、後にアーサー・アッシュを援助したことでも知られる。彼の支援を受けて、ギブソンはテニスの技量を伸ばしていった。その当時、テニスはもっぱら「白人のスポーツ」とみなされていた。1950年、23歳のアリシア・ギブソンが黒人テニス選手として初めて全米選手権（現在の全米オープン）の会場に足を踏み入れた時、観客は暴動の嵐と化したという。この時彼女は2回戦で第3シードのルイーズ・ブラフに 1-6, 6-3, 7-9 で競り負ける。黒人テニス選手として地歩を確立するため、ギブソンは闘いを進めてゆく。
1956年の全仏選手権で、ついに最初の壁が崩れる。ギブソンは決勝戦でアンジェラ・モーティマー（イギリス）を 6-0, 12-10 で破り、テニス4大大会において史上初の黒人優勝者となった。同大会ではユダヤ人選手のアンジェラ・バクストン（イギリス）と組んだ女子ダブルスでも優勝し、単複2冠を獲得する。同年のウィンブルドン選手権では、ギブソンはシングルスはベスト8で止まったが、バクストンとのダブルスで初優勝した。1957年にウィンブルドン選手権と全米選手権でもシングルス初優勝を達成。1958年にはウィンブルドン選手権と全米選手権の両大会で2連覇を果たした。後にアーサー・アッシュ（1943年 - 1993年）がギブソンと同じく、人種差別との闘いの道を歩むことになる。
1958年全米選手権の後、アリシア・ギブソンはプロテニス選手に転向する。当時は女子プロテニスのための競技会もなく、プロで戦う同僚選手はほとんどいなかった。男子ではプロ選手のための大会として「全仏プロテニス選手権」（French Pro）、「全米プロテニス選手権」（US Pro）、「ウェンブリー・ワールド・プロテニス選手権」（Wembley World Pro）があり、頂点を極めた男子選手たちのほとんどがプロ選手に転向していたが、女子にはそのような試合がなかったのである。そのため、女子プロテニス選手に転向する人はほとんどいなかった。ギブソンはその後、何年か女子プロゴルフツアーに参加したこともある。1968年、テニス4大大会にプロ選手の出場を解禁する「オープン化」措置が実施された時、ギブソンもいくつかの試合に出場を試みたが、その頃には彼女はすでに40歳代を迎えていた。競技生活から引退した後、ギブソンはテニスのコーチとなり、「ティーチング・プロ」（プロ選手の資格があるコーチ）として生計を立てた。
1971年に国際テニス殿堂入り。ギブソンは存命中に、ビーナスとセリーナのウィリアムズ姉妹が黒人姉妹選手として活躍する様子を見守ることができた。いずれも「アリシア・ギブソン以来」の優勝として、1999年全米オープンでセリーナが「41年ぶり」、2000年ウィンブルドンでビーナスが「42年ぶり」に勝ち、セリーナは2002年全仏オープンから2003年全豪オープンまで4大大会4連勝を達成する。セリーナは全仏オープンで「46年ぶり」の優勝も成し遂げ、2年にまたがる連勝記録を「セリーナ・スラム」と命名した。ギブソンは“セリーナ・スラム”達成の8ヶ月後、2003年9月28日にニュージャージー州イースト・オレンジで76年の生涯を閉じた。

## 4大大会優勝
- 全豪選手権　女子ダブルス：1勝（1957年）
- 全仏選手権　女子シングルス：1勝（1956年）／女子ダブルス：1勝（1956年）
- ウィンブルドン選手権　女子シングルス：2勝（1957年＆1958年）／女子ダブルス：3勝（1956年-1958年）
- 全米選手権　女子シングルス：2勝（1957年＆1958年）／混合ダブルス：1勝（1957年）

| 年     | 大会                 | 対戦相手                 | 試合結果      |
| ------ | -------------------- | ------------------------ | ------------- |
| 1956年 | 全仏選手権           | アンジェラ・モーティマー | 6-0, 12-10    |
| 1957年 | ウィンブルドン選手権 | ダーリーン・ハード       | 6-3, 6-2      |
| 1957年 | 全米選手権           | ルイーズ・ブラフ         | 6-3, 6-2      |
| 1958年 | ウィンブルドン選手権 | アンジェラ・モーティマー | 8-6, 6-2      |
| 1958年 | 全米選手権           | ダーリーン・ハード       | 3-6, 6-1, 6-2 |